# Ius papirianum
Das ius papirianum wird als eine Sammlung sakraler Normen beschrieben, die zum einen Satzungen über Begräbnis- und Opferriten enthielten und zum anderen Verfehlungen gegen religiöse Vorschriften sanktionierten. Da das Regelwerk um 510 v. Chr. aus der pontifikalen Praxis heraus entstanden sein soll und nicht erhalten ist, ist vieles von den Inhalten unklar. Zugeschrieben wird es einem Sextus Papirius, der nach legendärer Überlieferung das Amt des pontifex maximus ausgeübt haben soll, wahrscheinlich kurz vor oder knapp nach der Vertreibung des letzten römischen Königs.
Zu Zeiten der ausgehenden Republik ordnete man die sakralrechtlichen Vorschriften den Königsgesetzen (leges regiae) zu. Den klassischen Juristen soll die Sammlung etwa bis zum Ende des 2. Jahrhunderts noch vorgelegen haben.